# Thierachella
Thierachella is een geslacht van uitgestorven weekdieren uit de klasse van de Gastropoda (slakken).

## Soorten
- Thierachella microstoma J. C. Fischer, 1969 †
- Thierachella rissoaeformis (Cossmann, 1885) †